# Dongli (socken i Kina, Zhejiang)
Dongli (kinesiska: 董李, 董李乡) är en socken i Kina. Den ligger i provinsen Zhejiang, i den östra delen av landet, omkring 140 kilometer sydost om provinshuvudstaden Hangzhou.
Genomsnittlig årsnederbörd är 2 140 millimeter. Den regnigaste månaden är augusti, med i genomsnitt 364 mm nederbörd, och den torraste är januari, med 70 mm nederbörd.